# Psectrocladius polychaetus
Psectrocladius polychaetus är en tvåvingeart som beskrevs av Jean-Jacques Kieffer 1918. Psectrocladius polychaetus ingår i släktet Psectrocladius och familjen fjädermyggor.
Artens utbredningsområde är Turkiet. Inga underarter finns listade i Catalogue of Life.